# Närsalter
Närsalter är jordskorpans fasta beståndsdelar som även kallas för mineralämnen. Närsalter utgör näring till levande varelser. Växter och djur bygger in nödvändiga närsalter i sina kroppar när de växer upp. Närsalternas kretslopp är en av grundförutsättningarna för naturens och människans fortlevnad och kategoriseras därför för en stödjande ekosystemtjänst.
Närsalterna kommer ifrån berggrunden som vittrat sönder samt från döda organismer (djur, träd, blommor mm.).
Vattnet löser ut närsalter ur berggrund och mineralkorn i jorden, vilket kallas för vittring. Det mesta av närsalterna i jorden kommer dock från förmultnade växter och djur.
Exempel på närsalter är: nitrat, fosfat, ammonium och kaliumsalt